# 宇宙の審判
交響詩『宇宙の審判』（うちゅうのしんぱん、伊: Il Giudizio Universale, Poema Sinfonico / 英: The Universal Judgment, Symphonic Poem）は、カミッロ・デ・ナルディスが作曲した吹奏楽曲。日本語題は『天の審判』ともされる。

## 概説
デ・ナルディスがナポリのサン・ピエトロ音楽院在学中に作曲し、1878年にナポリで、1880年にトリノでそれぞれ開催された吹奏楽曲作曲コンクールで優勝を獲得した。
古いイタリア式の吹奏楽編成で書かれたと思われる原曲は現在ではほとんど知られていないが、イタリア出身でアメリカで活躍していた指揮者アントニオ・カファレッラ（Antonio E. Cafarella）がゴールドマン・バンドのために当時のアメリカの標準的な吹奏楽編成のために編曲した。この編曲は1934年にアメリカのカール・フィッシャー社から出版され、全米各地のスクールバンドや大学バンドでしばしば演奏されるようになった。近年ではスイスの作曲家フランコ・チェザリーニによる現代吹奏楽編成への編曲も出版されている。
公審判をテーマにしており、激しい部分と美しいコラールが対比的に現れる。途中で天使の吹き鳴らすラッパがスコアの指定で中央と左右の3箇所に分かれて配置された6本のトランペットで表されている。

## 編成
カファレッラ版の出版譜（カール・フィッシャー、1934年）は以下のとおり。
| 木管   | 木管                                         | 金管               | 金管               | 弦・打             | 弦・打                  |
| ------ | -------------------------------------------- | ------------------ | ------------------ | ------------------ | ----------------------- |
| Fl.    | 3 (3番はPicc. in C持ち替え), Picc. 1 (in D♭) | Crnt.              | 3, Tp. 2           | Cb.                | ●                       |
| Ob.    | 2 (2番はC.A.持ち替え)                        | Hr.                | 4                  | Timp.              | ●                       |
| Fg.    | 2                                            | Tbn.               | 3                  | 他                 | S.D., B.D., Cymb., Gong |
| Cl.    | 3, E♭, Alto, Bass, C-Alto, C-Bass            | Bar.               | ●, Eup.            | 他                 | S.D., B.D., Cymb., Gong |
| Sax.   | Alt. 2 Ten. 1 Bar. 1                         | Tub.               | ●                  | 他                 | S.D., B.D., Cymb., Gong |
| その他 | その他                                       | Harp, Banda Trp. 6 | Harp, Banda Trp. 6 | Harp, Banda Trp. 6 | Harp, Banda Trp. 6      |